# Norbert Huber
Norbert Huber (Brunico, 3 settembre 1964) è un ex slittinista italiano.
È fratello di Arnold, Günther e Wilfried, a loro volta ex atleti di sport della slitta di alto livello.

## Biografia
In carriera ha gareggiato sia nel singolo che nel doppio, cogliendo successi in entrambe le discipline, anche se è nel doppio che ha raggiunto i successi più prestigiosi. Il solo rammarico in una carriera colma di successi è l'aver mancato la vittoria nell'appuntamento olimpico, a causa anche di alcuni sfortunati eventi. Ha partecipato infatti a quattro edizioni dei Giochi olimpici invernali: l'esordio è avvenuto a Sarajevo 1984 dove si è classificato al nono posto nel singolo ed al sesto posto nel doppio, dopo aver compromesso la gara con un grave errore che aveva fatto sbalzare lui e il suo compagno dalla slitta e che l'aveva fatto precipitare dal secondo posto ad un solo centesimo dai primi nell'intermedio al nono posto di manche; quattro anni più tardi ha dovuto dare forfait a Calgary 1988, dove si presentava con ottime credenziali sia nel singolo che nel doppio, a causa di un ricovero in ospedale; ad Albertville 1992 è giunto quarto nel singolo ed ha ottenuto la medaglia di bronzo nel doppio, a Lillehammer 1994 ha colto la sua seconda medaglia olimpica centrando l'argento nel doppio (dietro ad un'altra coppia italiana composta dal fratello Wilfried e da Kurt Brugger) e piazzandosi sesto nel singolo. Nella stessa olimpiade l'altro fratello Günther ha ottenuto il bronzo nel bob a due, solamente Arnold non è riuscito a prendere la medaglia dovendosi accontentare del quarto posto nel singolo dello slittino. Ha chiuso la sua carriera a cinque cerchi partecipando a Nagano 1998 nella specialità del singolo, gara nella quale ha raggiunto la decima posizione.
Ai campionati mondiali ha conquistato dodici medaglie, delle quali due d'oro, mentre ai campionati europei ha ottenuto quattordici medaglie, tre delle quali d'oro.
In Coppa del Mondo ha conquistato il primo podio, nonché la prima vittoria il 7 febbraio 1982 nel doppio a Tatranská Lomnica. A tutt'oggi è stato l'unico atleta capace di vincere la classifica generale di Coppa del Mondo sia nella specialità del singolo che del doppio, e detiene il primato di trofei assoluti, sono infatti ben undici le sfere di cristallo ottenute, tre nella specialità del singolo e otto nel doppio, anch'esso un record, detenuto in coabitazione con il suo storico compagno di doppio Hansjörg Raffl.
Dopo il ritiro dall'attività agonistica ha intrapreso l'attività di albergatore, assieme alla moglie Bruni e ai suoi tre figli, gestendo l'hotel di famiglia a Selva dei Molini. Allo stesso tempo però fa parte dello staff tecnico della nazionale di slittino.

## Palmarès

### Olimpiadi
- 2 medaglie:
  - 1 argento (doppio a Lillehammer 1994);
  - 1 bronzo (doppio a Albertville 1992).

### Mondiali
- 15 medaglie:
  - 2 ori (gara a squadre a Winterberg 1989; doppio a Calgary 1990);
  - 5 argenti (doppio a Lake Placid 1983; doppio a Winterberg 1989; gara a squadre a Calgary 1990; doppio a Calgary 1993; gara a squadre a Lillehammer 1995);
  - 5 bronzi (doppio, gara a squadre a Winterberg 1991; gara a squadre a Calgary 1993; gara a squadre ad Altenberg 1996; singolo a Schönau am Königssee 1999).

### Europei
- 16 medaglie:
  - 3 ori (doppio a Winterberg 1992; doppio, gara a squadre a Schönau am Königssee 1994);
  - 5 argenti (singolo a Valdaora 1984; doppio a Schönau am Königssee 1988; doppio ad Igls 1990; singolo a Winterberg 1992; gara a squadre ad Oberhof 1998);
  - 6 bronzi (doppio a Valdaora 1984; doppio ad Hammarstrand 1986; gara a squadre a Schönau am Königssee 1988; gara a squadre ad Igls 1990; gara a squadre a Winterberg 1992; singolo ad Oberhof 1998).

### Coppa del Mondo
- Vincitore della Coppa del Mondo nella specialità del singolo nel 1984/85, nel 1985/86 e nel 1986/87.
- Vincitore della Coppa del Mondo nella specialità del doppio nel 1982/83, nel 1984/85, nel 1985/86, nel 1988/89, nel 1989/90, nel 1990/91, nel 1991/92 e nel 1992/93.
- 79 podi (31 nel singolo e 48 nel doppio):
  - 35 vittorie (8 nel singolo e 27 nel doppio);
  - 25 secondi posti (10 nel singolo e 15 nel doppio);
  - 19 terzi posti (13 nel singolo e 6 nel doppio).

#### Coppa del Mondo - vittorie
| Data             | Luogo                | Paese            | Disciplina                |
| ---------------- | -------------------- | ---------------- | ------------------------- |
| 7 febbraio 1982  | Tatranská Lomnica    | Cecoslovacchia   | Doppio con Hansjörg Raffl |
| 16 gennaio 1983  | Imst                 | Austria          | Doppio con Hansjörg Raffl |
| 30 gennaio 1983  | Lake Placid          | Stati Uniti      | Doppio con Hansjörg Raffl |
| 16 dicembre 1984 | Sarajevo             | Jugoslavia       | Doppio con Hansjörg Raffl |
| 18 gennaio 1985  | Igls                 | Austria          | Singolo                   |
| 18 gennaio 1985  | Igls                 | Austria          | Doppio con Hansjörg Raffl |
| 24 febbraio 1985 | Schönau am Königssee | Germania Ovest   | Singolo                   |
| 15 dicembre 1985 | Sarajevo             | Jugoslavia       | Singolo                   |
| 22 dicembre 1985 | Valdaora             | Italia           | Singolo                   |
| 22 dicembre 1985 | Valdaora             | Italia           | Doppio con Hansjörg Raffl |
| 16 febbraio 1986 | Lake Placid          | Stati Uniti      | Singolo                   |
| 16 febbraio 1986 | Lake Placid          | Stati Uniti      | Doppio con Hansjörg Raffl |
| 14 dicembre 1986 | Sarajevo             | Jugoslavia       | Singolo                   |
| 11 gennaio 1987  | Valdaora             | Italia           | Doppio con Hansjörg Raffl |
| 1º febbraio 1987 | Imst                 | Austria          | Singolo                   |
| 1º marzo 1987    | Lake Placid          | Stati Uniti      | Singolo                   |
| 24 gennaio 1988  | Sankt Moritz         | Svizzera         | Doppio con Hansjörg Raffl |
| 18 dicembre 1988 | Igls                 | Austria          | Doppio con Hansjörg Raffl |
| 22 gennaio 1989  | Hammarstrand         | Svezia           | Doppio con Hansjörg Raffl |
| 20 febbraio 1989 | Calgary              | Canada           | Doppio con Hansjörg Raffl |
| 17 dicembre 1989 | Igls                 | Austria          | Doppio con Hansjörg Raffl |
| 23 dicembre 1989 | Sigulda              | Unione Sovietica | Doppio con Hansjörg Raffl |
| 21 gennaio 1990  | Sarajevo             | Jugoslavia       | Doppio con Hansjörg Raffl |
| 16 dicembre 1990 | Sarajevo             | Jugoslavia       | Doppio con Hansjörg Raffl |
| 20 gennaio 1991  | Winterberg           | Germania         | Doppio con Hansjörg Raffl |
| 17 febbraio 1991 | Igls                 | Austria          | Doppio con Hansjörg Raffl |
| 17 novembre 1991 | Altenberg            | Germania         | Doppio con Hansjörg Raffl |
| 24 novembre 1991 | Schönau am Königssee | Germania         | Doppio con Hansjörg Raffl |
| 1º dicembre 1991 | Sigulda              | Lettonia         | Doppio con Hansjörg Raffl |
| 17 dicembre 1991 | Igls                 | Austria          | Doppio con Hansjörg Raffl |
| 26 gennaio 1992  | Calgary              | Canada           | Doppio con Hansjörg Raffl |
| 22 novembre 1992 | Igls                 | Austria          | Doppio con Hansjörg Raffl |
| 29 novembre 1992 | Altenberg            | Germania         | Doppio con Hansjörg Raffl |
| 6 dicembre 1992  | Sigulda              | Lettonia         | Doppio con Hansjörg Raffl |
| 24 gennaio 1993  | Schönau am Königssee | Germania         | Doppio con Hansjörg Raffl |